# Demografía de Uzbekistán
Uzbekistán es el país más poblado de Asia Central. Sus 
37 893 000 millones de personas al año 2024 están concentradas en el sur y este del país, son casi la mitad de la población total de la región. Uzbekistán había sido una de las repúblicas más pobres de la Unión Soviética; gran parte de su población estuvo comprometida en el cultivo del algodón en comunidades rurales pequeñas. La población continúa siendo fuertemente rural y dependiente del cultivo para su sustento. 

## Etnias
Los uzbecos son el grupo étnico dominante con más del 92 por ciento de la población. Otros grupos étnicos incluyen a las etnias tajikos 4.8%, kazajos 2.4%,karakalpacos 2.1%, Kirguistán 0.6%, y otras minorías.

Las dificultades económicas han incrementado la migración laboral a Rusia, Kazajistán, los Emiratos Árabes Unidos (EAU), Turquía, durante la última década. Al menos el 10% de la fuerza laboral de Uzbekistán trabaja en el extranjero. Aproximadamente el 58% de la fuerza laboral que migra, migra a Rusia. 

## Religión
Los musulmanes constituyen el 94 por ciento de la población según informes el Departamento de Estado de Estados Unidos del año 2013.
La nación es principalmente musulmana sunita.
También existen ortodoxa oriental.

## Idiomas
El uzbeco es el idioma estatal oficial; no obstante, el ruso es la lengua oficial de facto para la comunicación interétnica, incluido gran parte de uso cotidiano en el comercio y gobierno. En la república de Karakalpakia es oficial también el karakalpako.

## Alfabetismo y salud
El sistema educacional ha alcanzado un 99,3% de alfabetización, y la edad media de escolarización para hombres y mujeres es de 11 años. Sin embargo, debido a restricciones presupuestarias y a otros problemas de transición tras el fin de la Unión Soviética, textos y otros materiales escolares, métodos de enseñanza, currícula, e instituciones educacionales están desfasadas, son inadecuadas y están escasamente cuidadas. Además, la proporción de personas en edad escolar ha ido cayendo. Aunque el gobierno está preocupado por estas cuestiones, el presupuesto sigue siendo ajustado. De igual modo en el ámbito de la salud, la esperanza de vida es larga, pero tras la desmembración de la Unión Soviética, los recursos de la salud han declinado, reduciendo la calidad, accesibilidad y eficiencia.

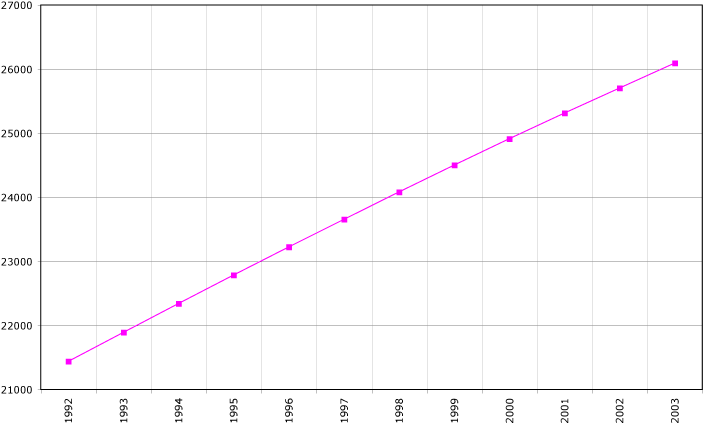
Evolución de la población entre 1992 y 2003 (cifras de la FAO, 2005). Población en miles de habitantes.